# P900i
FOMA P900i（フォーマ・ピー きゅう まる まる アイ）は、パナソニック モバイルコミュニケーションズによって開発された、NTTドコモの第三世代携帯電話 (FOMA) 端末製品である。

## 概要
900iシリーズとしてF900i、N900iに次ぎ、3番目に発売された。外部メモリーはminiSDカード(128MBまで：ドコモ発表。それ以上は自己責任)対応である。カメラ性能はCCD130万画素。またオートフォーカスにも対応している。テレビ電話用のサブカメラはCMOS約10万画素。パナソニックのFOMA初のカスタムジャケット対応である。P2102Vより、NECとの共同開発で操作体系がNと共通化され、FOMAの本格普及モデルになったことより、movaのPの操作体系から変更されたことが話題になった。サントリーの缶コーヒーBOSSの懸賞賞品としてBOSS仕様のP900i(通称：ボス電)がある。
iアプリはキラーコンテンツとして「ファイナルファンタジー」に加え、「Dimo i絵文字メール」、「BombLink」、「くるくるフォトフィール」、「アプリリモコンP」等のiアプリがプリインストールされている。
FOMAの端末としては第三世代に当たり、パナソニック製のFOMA端末としてはP2102V以来になる。900iシリーズ共通の特徴として、QVGA液晶とメガピクセルカメラ搭載である。iアプリは505相当をさらに拡張した500KB（ダウンロード100KB、スクラッチパッド400KB）の仕様になった。
QRコードの読み込みが非常に早い機種である。

## 歴史
- 2003年11月27日: 電気通信端末機器審査協会 (JATE)通過
- 2003年12月18日: D900i・F900i・N900i・P900i・SH900iの開発が発表
- 2003年12月24日: 技術基準適合証明 (TELEC)通過
- 2004年2月29日: P900i 発売

## 不具合
- 2004年5月10日 - 特定の条件下でエラーが発生する事が判明したことより、修正プログラムが配布された[2]
- 2004年6月30日 - 電源関係のソフトウェアのエラーがあり、修正プログラムが配布された[3]